# Hasse Borg
Hasse Borg (* 4. srpna 1953 Örebro) je bývalý švédský fotbalista, obránce.

## Fotbalová kariéra
Začínal v týmu BK Forward.
Ve švédské lize hrál za tým Örebro SK, odkud přestoupil do bundesligového Eintrachtu Braunschweig. Po návratu do Švédska hrál za Malmö FF, se kterým dvakrát vyhrál ligu a dvakrát. V Poháru vítězů pohárů nastoupil v 8 utkáních a v Poháru UEFA nastoupil ve 12 utkáních. Za reprezentaci Švédska nastoupil v letech 1976-1985 ve 49 utkáních a dal 4 góly. Byl členem švédské reprezentace na Mistrovství světa ve fotbale 1978, nastoupil ve všech 3 utkáních.

## Ligová bilance
| Ročník                                    | Zápasy | Góly | Klub                   |
| ----------------------------------------- | ------ | ---- | ---------------------- |
| 1. švédská liga 1974                      | 26     | 1    | Örebro SK              |
| 1. švédská liga 1975                      | 26     | 1    | Örebro SK              |
| 1. švédská liga 1976                      | 24     | 4    | Örebro SK              |
| Německá fotbalová Bundesliga 1977/1978    | 26     | 1    | Eintracht Braunschweig |
| Německá fotbalová Bundesliga 1978/1979    | 34     | 1    | Eintracht Braunschweig |
| Německá fotbalová Bundesliga 1979/1980    | 33     | 3    | Eintracht Braunschweig |
| Německá fotbalová Bundesliga 1980/1981    | 33     | 2    | Eintracht Braunschweig |
| 2. německá fotbalová Bundesliga 1981/1982 | 17     | 0    | Eintracht Braunschweig |
| Německá fotbalová Bundesliga 1982/1983    | 29     | 2    | Eintracht Braunschweig |
| 1. švédská liga 1983                      | 13     | 4    | Malmö FF               |
| 1. švédská liga 1984                      | 22     | 2    | Malmö FF               |
| 1. švédská liga 1985                      | 22     | 4    | Malmö FF               |
| 1. švédská liga 1986                      | 23     | 0    | Malmö FF               |
| 1. švédská liga 1987                      | 1      | 0    | Malmö FF               |
| 1. švédská liga 1988                      | 11     | 0    | Malmö FF               |
| CELKEM 1. švédská liga                    | 169    | 16   |                        |
| CELKEM Německá fotbalová Bundesliga       | 139    | 7    |                        |